# Compsoctena natalana
Compsoctena natalana är en fjärilsart som beskrevs av Walker 1864. Compsoctena natalana ingår i släktet Compsoctena och familjen Eriocottidae. Inga underarter finns listade i Catalogue of Life.